# Février 1826

## Événements
- Rupture de digues à Groningue dans les Pays-Bas. Les marais environnants seront, le printemps et l'été, la cause d'une dure épidémie de « fièvre intermittente » affectant 10 % de sa population.

- 24 février : le traité de Yandabo met fin à la première guerre anglo-birmane. Les Birmans, vaincus par les Britanniques, cèdent les provinces d’Assam, d’Arakan et de Tenasserim, reconnaissent l’indépendance de Manipur, acceptent un traité commercial et la présence d’un résident britannique dans leur capitale, Ava.
  - L’annexion de l’Assam par les Britanniques aggrave les tensions frontalières avec le Bhoutan.
  - La production de riz et de bois d’œuvre prospère dans les zones sous contrôle britannique, tandis que la stabilité politique relative amène une croissance massive de la population.

## Naissances
- 5 février : Henry Testot-Ferry (mort en 1869), géologue, archéologue et paléontologue français.
- 12 février : Moritz Traube (mort en 1894), chimiste allemand.
- 15 février
  - Emmanuel Liais (mort en 1900), astronome, botaniste et explorateur français.
  - George Stoney (mort en 1911), physicien irlandais.
- 16 février : Hans Peter Jörgen Julius Thomsen (mort en 1909), chimiste danois.
- 24 février : Theo van Lynden van Sandenburg, homme politique néerlandais.

## Décès
- 1er février : Jean Anthelme Brillat-Savarin, gastronome français.
- 5 février : Gerard van der Zoo, homme politique néerlandais.